# Cratere Back
Back è un piccolo cratere lunare intitolato al fisico tedesco Ernst Emil Alexander Back; è situato all'estremo orientale dell'emisfero visibile della Luna. Confina con il lato nord-occidentale del Mare Smythii e con il bordo nord-orientale del cratere Schubert. Poco più ad ovest si trova il cratere Jenkins, mentre a sud-ovest si trovano i crateri Weierstrass e Van Vleck. Il cratere Back è caratterizzato da una bordo ben definito e la sua forma è quasi perfettamente circolare.